# Flygsimpor
Flygsimpor (Dactylopteridae) är en familj av fiskar som ingår i ordningen kindpansrade fiskar (Scorpaeniformes). Enligt Catalogue of Life omfattar familjen Dactylopteridae 7 arter. 
Familjen är ensam i underordningen Dactylopteroidei. Ibland klassificeras underordningen som ordning och den har i detta fall det svenska trivialnamnet flygsimpeartade fiskar (Dactylopteriformes).
Släkten enligt Catalogue of Life:
- Dactyloptena, med sex arter
- Dactylopterus, med en art